# Praha XX

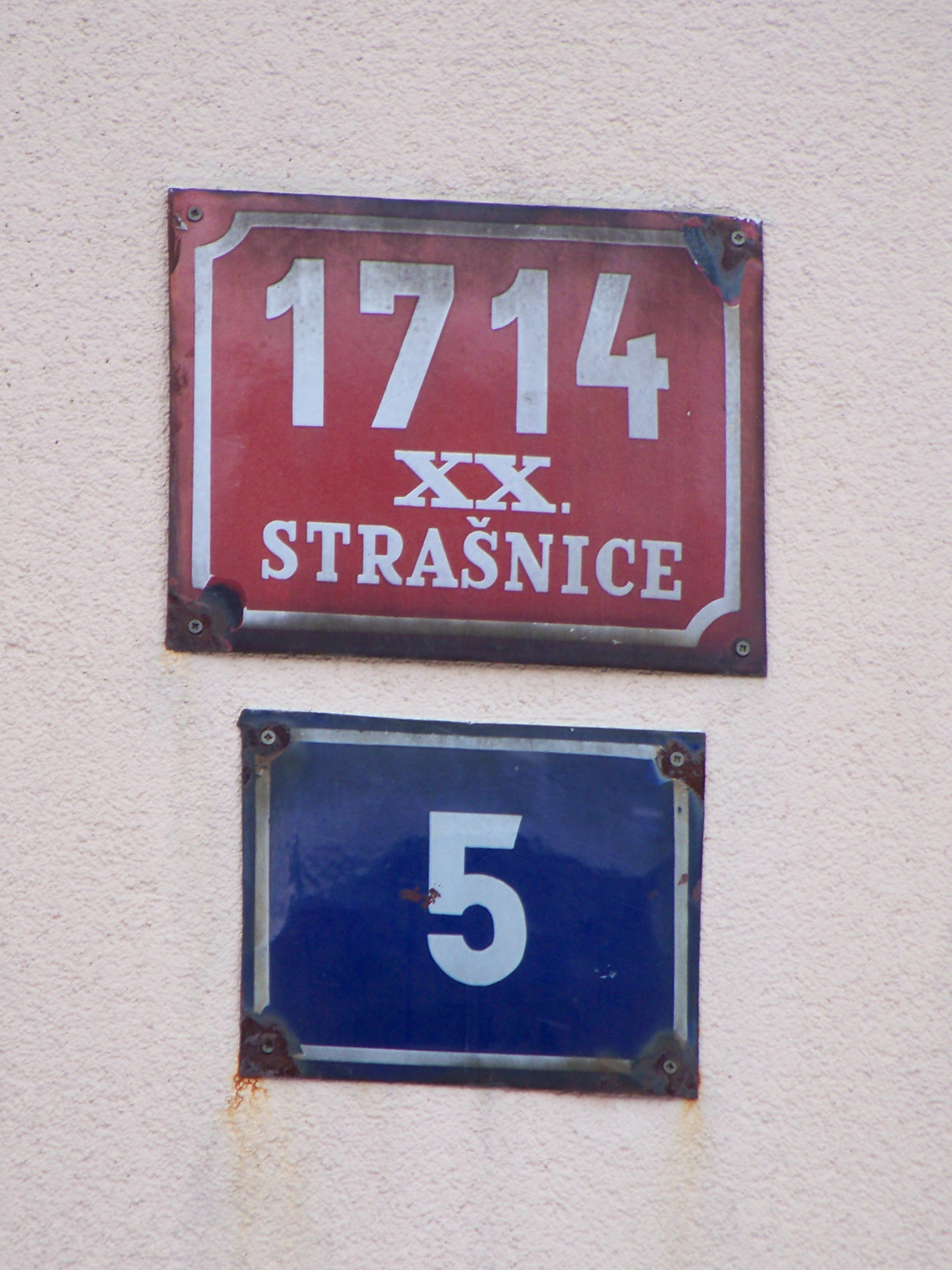
Označení obvodu, který existoval necelý rok a půl, přežilo přes 60 let na několika rodinných domcích v Mirošovické ulici poblíž Nových Strašnic

Praha XX – Strašnice bylo v období od 14. listopadu 1947 do 31. března 1949 označení městského obvodu Velké Prahy, který vznikl odštěpením od dosavadního obvodu Praha XIII. Byl tvořen katastrálními územími Staré Strašnice (včetně Nových Strašnic) a Hostivař a částí Záběhlic s názvem Zahradní Město. Obvod vznikl na základě vládního nařízení 187/1947 Sb, účinného od 14. listopadu 1947. Šlo o historicky první změnu číslování pražských obvodů (do té doby byly jen připojovány nové části Prahy, ale číslování již připojených částí se nikdy neměnilo); zároveň šlo i o první případ, kdy jedno katastrální území (v tomto případě Záběhlice) bylo rozděleno do více městských obvodů. 
Obvody XIII i XX byly zrušeny k 1. dubnu 1949, kdy byla Praha vládním nařízením č. 79/1949 Sb. rozčleněna novou správní reformou na 16 městských obvodů číslovaných arabskými číslicemi. Dosavadní obvod Praha XIII - Vršovice byl přeměněn v nový obvod Praha 13, přičemž k Vršovicím a části Záběhlic přibyla ještě část Michle (Bohdalec). Dosavadní obvod Praha XX – Strašnice byl přeměněn v nový obvod Praha 10, který obsahoval navíc Malešice. Od 11. dubna 1960 zákon č. 36/1960 Sb. vymezil v Praze 10 obvodů. Celé území obvodu XX připadlo do nového obvodu Praha 10. Zákon č. 418/1990 Sb., o hlavním městě Praze, s účinností od 24. listopadu 1990 začlenil Zahradní Město, Strašnice i Hostivař do městské části Praha 10. Od 1. ledna 1995 byla Hostivař převedena do městské části Praha 15. Toto rozdělení potvrdil i  Statut hlavního města Prahy (vyhláška hl. m. Prahy č. 55/2000 Sb. HMP) s účinností od 1. července 2001. 